# Чёрная акула (фильм)
«Чёрная аку́ла» — российский остросюжетный приключенческий фильм 1993 года.
Главный герой фильма — Ка-50, боевой вертолёт Советской Армии.

## Сюжет
Англоязычная журналистка мисс Кэтрин Нельсон на микроавтобусе Интурист в сопровождении старших офицеров Советской Армии наблюдает показательные выступления спецназа ГРУ в зимних условиях и восхищается командиром майором Гусаровым. Одновременно ей удается показать неплохие навыки стрельбы из автомата Калашникова. Далее показана сцена освящения оружия в храме РПЦ, где Нельсон дарит Гусарову на память амулет в виде пули. Тем временем в районе "золотого полумесяца" недалеко от Кушки происходит нападение на колонну солдат Советской Армии (впоследствии нападающими оказываются люди Карахана, крупного местного опийного магната).
В следующем сюжете двое мужчин (Гарри и представитель некой "фирмы") смотрят на мониторе JVC сюжет про вертолет Ка-50, который называют "Обманщиком" и "Оборотнем" ("Вервольф"). "Мы недооцениваем русских", говорит Гарри и добавляет что "должен вонзить гарпун в спину этой акулы". На высокогорном испытательном полигоне в Средней Азии генеральный конструктор сообщает летчику-испытателю решение о намерении испытать вертолет в бою. Вертолёт без опознавательных знаков принимает участие в операциях спецназа (операцию курирует полковник ГРУ Аскеров) по уничтожению караванов с наркотиками и подпольного завода по их производству. Кэтрин Нельсон ради горячего репортажа желает отправиться в Афганистан, но пьющий с ней кофе рейнджер Грегори Грин отвечает отказом. Тогда она сообщает, что едет к Карахану. Грегори Грин и его группа "Искандер" действует против Карахана, так как героин ("белая смерть", "чтобы казнить неверных") начинает распространяться и в США.
Тучи над Караханом сгущаются. Один из местных старейшин, Надир-ходжа проклинает его подручного Керима и заявляет, что "в джихаде нет места силам ада" и "Аллах испепелит ваше чудовищное гнездо". После этого Ка-50 по радиомаяку уничтожает дом с наркоторговцами. Майор Грин на микроавтобусе Toyota приезжает в гости к Карахану, но его интересует тайный завод по производству наркотиков. Группа Гусарова имеет схожую миссию. В районе завода оказывается и журналистка Нельсон со своей камерой. Гусаров наводит Ка-50 на завод, но получает ранение от моджахедов. Ему помогает журналистка Нельсон и рейнджер Грин, у которого отряд вступает в перестрелку с людьми Карахана. Гарри, который прилетает к Карахану с целью найти "Акулу", требует у него вертолет Ми-24 чтобы сбежать, а боевики Карахана отправляют за машиной Гусарова две БМП-2 с целью задержать убегающих. Тем временем Ка-50 обнаруживает вертолет Карахана по радиомаяку, озлобленный Гарри пытается сбить его, хотя броня вертолета выдерживает все его попадания. Карахан пытается улететь, но Ка-50 настигает его, и сбивает огнем из пушки. После этого "Черная акула" уничтожает обе БМП и сопровождает УАЗ Гусарова в безопасное место.

## В ролях
- Валерий Востротин (Герой Советского Союза, генерал-майор) — майор Гусаров, командир батальона спецназа
- Кэри Скофилд (английская журналистка) — журналистка Кэтрин Нэльсон
- Владимир Квачков — командир бригады СпН ГРУ
- Юрий Цурило — Карахан
- Владимир Мащенко — шеф ЦРУ
- Сергей Чекан
- Олег Мартьянов — майор Грегори Грин, рейнджер, командир группы Искандер
- Рамис Ибрагимов — Ибрагим
- Дмитрий Автухов — Дмитрий Павлович пилот «Чёрной акулы»
- Сергей Михеев — Генеральный конструктор (озвучивает Вадим Захарченко)
- Валерий Погребенков — Гарри
- Вячеслав Теплов — эпизод
- Александр Белов — начальник разведки батальона СпН, капитан Расторгуев (человек в бандане, камуфляже и с бородой)

## Съёмочная группа
- Автор сценария и продюсер: Сергей Птичкин
- Режиссёр-постановщик: Виталий Лукин
- Операторы-постановщики: Владимир Архангельский, Аурелиус Яциневичюс
- Оператор воздушных съёмок: Олег Никифоров
- Композиторы: Кирилл Волков, Владимир Пожидаев

## Съёмки и задействованные ресурсы
В ходе подготовки к съёмкам британская военная журналистка Кэри Скофилд (Carey Schofield) в конце 80-х приезжала в 387-й отдельный парашютно-десантный полк. В расположении полка десантники устроили зарубежной гостье показательные выступления, с ними же она ездила в альпинистский лагерь, собирала десантные шутки и истории.
Съёмки проходили в период распада Советского Союза в 15-й бригаде спецназа, (тогда ещё не вошедшей в состав Вооружённых сил Узбекистана и практически полностью укомплектованной русскими, украинцами и молдаванами). Разрешение на съёмки фильма давал лично министр обороны Республики Узбекистан генерал-полковник Рустам Ахмедов, который в дальнейшем постоянно держал съёмочный процесс под личным контролем.
Ресурсов и боеприпасов для фильма не жалели. Некоторые эпизоды снимали с боевой стрельбой, использовали боевые взрывчатые вещества вместо пиротехники, обычно используемой для киносъёмок. Большую часть трюков выполняли задействованные в съёмках бойцы подразделений специального назначения.
Озвучивали ленту уже другие актёры, потому что главные герои уехали воевать.
В съёмках в Узбекистане помимо 15-й бригады спецназа принимали участие дислоцированные в Чирчике 467-й отдельный учебный полк спецназа (ранее готовивший рядовой состав для войны в Афганистане), 399-й вертолётный полк, а также бронетехника от Ташкентского высшего общевойскового командного училища.
Сценарий переписывался на ходу с учётом опыта боевых действий. Первоначальный сценарий сохранился менее, чем наполовину.
Режиссёр фильма Виталий Лукин:

Впервые вертолётное объединение «Камов» заказало про себя игровую картину, впервые «героиню» играет сама «Чёрная акула» (так прозвали американцы наш боевой атакующий супервертолёт Ка-50), впервые в игровой картине играет профессиональный военный такого ранга как, Герой Советского Союза, генерал-майор Валерий Востротин, а американскую корреспондентку — американская журналистка Каролина Скофилд. И, вообще, если у американцев есть «Голубой гром», то почему бы нам не иметь «Чёрную акулу»?

Пилотировал Ка-50 Дмитрий Автухов — тот же, кто впервые демонстрировал эту машину миру в Ле-Бурже в 1993 году.
В съёмках также принимал участие Владимир Квачков — как консультант и как исполнитель эпизодической роли. Также в титрах указаны А. В. Мусиенко (полковник спецназа ГРУ) и А. Чубаров (генерал-майор ГРУ в отставке) — офицеры 15-й бригады.
В роли инструктора по рукопашному бою капитана Расторгуева снялся создатель славяно-горицкой борьбы Белов Александр Константинович (Селидор), который показывает несколько приёмов данной разновидности рукопашного боя в фильме.